# Polohové koeficienty

Koeficienty jednotek vyjadřují procentuální odchylku energetické náročnosti fakturační jednotky (bytu, nebytového prostoru) od průměrné energetické náročnosti celého objektu. Jedná se o vážený průměr koeficientů místností, které náleží k dané fakturační jednotce. Na rozdíl od koeficientů místností úspěšně eliminují dopady nestandardního provozování otopných soustav (trvale vypnutá otopná tělesa v některých místnostech) na objektivitu rozúčtování tepla.

Polohové koeficienty se používají při rozúčtování nákladů na vytápění. Jedná se o číselné hodnoty korekce spotřební složky zohledňující vliv rozdílné energetické náročnosti jednotlivých místností nebo celých fakturačních jednotek na základě jejich polohy v rámci objektu.

## Metodika
Cílem je zohlednit skutečnost, že prostory v exponovaných polohách objektu zajišťují svojí existencí výhodu nižší energetické náročnosti prostorům v chráněných polohách. Vytvořit rovné podmínky pro rozúčtování tepla na vytápění mezi jednotlivé spotřebitele.
Posuzuje se energetická náročnost během otopnému období za situace, kdy procesy v objektu nejsou ovlivňovány individuálním chováním uživatelů. Vychází se z výsledné tepelné bilance vypočítané při okrajových podmínkách, jež odpovídají počasí v dané lokalitě (průměrná venkovní teplota vzduchu, intenzita solárního záření včetně vlivu zastínění) a parametrům vnitřního prostředí stanovených projektem (vnitřní teploty, intenzita větrání). Do bilance se nezahrnují vnitřní tepelné zisky, neboť ty jsou až projevem uživatelského chování.
Modeluje se tedy provoz prázdného vytápěného objektu, což je jediný stav, kdy lze objektivně určit výchozí podmínky pro hodnocení následného uživatelského chování a jeho vlivu na spotřebu tepla.  
Vzhledem k tomu, že místnosti v domě mají rozdílnou velikost, což se pochopitelně promítá i do jejich energetické náročnosti, musí se porovnávat nikoliv absolutní nýbrž měrná energetická náročnost. Kolik energie je potřeba pro zajištění projektované teplotní úrovně v každém 1 m3 vnitřního prostoru. Pakliže bude v dalším textu zmíněna „náročnost“ půjde o měrnou energetickou náročnost.
Polohové koeficienty vyjadřují procentuální odchylku náročnosti daného prostoru od průměrné náročnosti celého objektu. Čím vyšší hodnota, tím vyšší náročnost, a naopak. Jejich prostřednictvím se korigují hrubé náměry měřidel dodaného tepla.
K zjišťování množství dodaného tepla se používají buďto stanovená měřidla dle zákona o metrologii (kalorimetry) nebo zařízení pro rozdělování nákladů na vytápění (poměrové indikátory). Aplikace polohových koeficientů je v obou variantách shodná. Náměr měřidla se v případě vyšší než průměrné náročnosti (exponované polohy) o příslušný počet procent sníží, kdežto v případě nižší než průměrné náročnosti (chráněné polohy) se naopak o příslušný počet procent zvýší. Tím se vytvářejí rovné výchozí podmínky pro všechny fakturační jednotky v domě bez ohledu na jejich polohu.
Polohové koeficienty musí splňovat požadavky zákona č. 67/2013 Sb., konkrétně §6 odst. (2), který stanovuje, že úprava náměrů má být provedena na základě korekcí a výpočtových metod, což předpokládá, že výpočet bude založen na kvantifikovaných a objektivních parametrech.

## Druhy polohových koeficientů

### Empirické koeficienty
Jak název napovídá, základem těchto koeficientů není fyzikální výpočet, ale praktické zkušenosti. Chybí závazná pravidla, jak korekci provést, dá se ale dohledat řada víceméně identických grafických pomůcek používaných firmami, které provádějí rozúčtování nákladů na vytápění. Obsahují fixní hodnoty srážek podle různých kritérií posouzení polohy daného prostoru. Jejich součtem vzniká výsledný polohový koeficient.
Podkladem fixních srážek není ani objem posuzovaného prostoru, ani plocha a kvalita dělicích konstrukcí ani rozdíl teplot prostředí na obou stranách konstrukce, tedy žádný z parametrů, na kterém jsou postaveny tepelně technické výpočty stavební fyziky. Metoda rovněž nebere v potaz místní klima v lokalitě, ve které se objekt nachází. Takto vytvořené koeficienty proto trpí značnou chybovostí, ve srovnání s přesnou bilanční metodou v řádu desítek procent, což lze ověřit výpočtem.
Empirické koeficienty nejenže neplní dostatečně svoji funkci, metoda samotná není v souladu se zákonem č. 67/2013 Sb. a vyhláškou č. 269/2015 Sb., v nichž je zakotven požadavek na použití výpočtových metod, které zohledňují vliv rozdílné náročnosti vytápěných místností na dodávku tepelné energie daný jejich polohou. Pouhé sčítání srážek není výpočtovou metodou.
Jedinými výhodami tohoto přístupu je jednoduchost nevyžadující jakoukoliv odbornost či zkušenosti v oboru, a rychlost stanovení. Proto drtivá většina vlastníků objektů s ústředním vytápěním koriguje náměry měřidel tímto způsobem, a to navzdory jejich nedostatkům a reálné hrozbě sankcí za nedodržení legislativních pravidel.

### Ztrátové koeficienty
Posouzení energetické náročnosti jednotlivých prostor objektu se děje na základě výpočtu jejich tepelných ztrát postupem dle některé z následujících norem: ČSN EN ISO 13 370, ČSN EN 12 831-1, ČSN 06 0210 nebo ČSN EN 12 831. Ačkoliv se postupy dle uvedených předpisů liší, rozdíly ve výsledcích nebývají velké.
Nedostatkem tohoto přístupu je skutečnost, že uvedené normy primárně slouží pro návrh otopné soustavy, nikoliv pro účely rozúčtování nákladů na vytápění. To se projevuje jednak při stanovení okrajových podmínek, které jsou pro oba případy diametrálně odlišné, dále v absenci složky vnějších tepelných zisků, se kterými se při návrhu otopné soustavy neuvažuje, a konečně v relevanci vnitřních teplot nevytápěných prostor objektu. Ty jsou stanoveny empiricky se zjevným důrazem na to, aby vždy byly na straně bezpečnosti. Od reálných teplot se tedy významně liší, což je z pohledu výpočtu pro účely rozúčtování tepla zásadní nedostatek.
Navzdory uvedeným výhradám se jedná o výpočtovou metodu, při které se pracuje s projektem objektu. Dva ze třech klíčových parametrů (plocha konstrukce a její součinitel prostupu tepla) odpovídají skutečnosti, třetí parametr (rozdíl teplot před a za konstrukcí) je bohužel zatížen nepřesností použité empirie. Z důvodu usnadnění výpočtu následně dochází k dalšímu zjednodušení, které má opět negativní dopad na kvalitu výstupu.
Nevýhodou je nepřesnost, která se v porovnání s přesnou bilanční metodou pohybuje ve vyšších jednotkách až nižších desítkách procent. Výpočet ztrátových koeficientů vyžaduje znalost stavební fyziky a patřičnou odbornost zpracovatele. Samotný výpočet může být zejména u rozsáhlejších a členitějších objektů časově náročný a finančně nákladný.

### Bilanční koeficienty
Bilanční koeficienty představují nejkomplexnější a nejpřesnější přístup k řešení vlivu rozdílné energetické náročnosti jednotlivých prostor v domě na jejich tepelnou potřebu. Stanovují se na základě analýzy celkové energetické bilance budovy, do které se zahrnují všechny složky, které v objektu působí bez ohledu na individuální uživatelské chování. Tepelné ztráty a vnější tepelné zisky.
Princip výpočtu tepelných ztrát je identický jako v případě ztrátových koeficientů. Lze použít postupy popsané v normách ČSN EN ISO 13 370, ČSN EN 12 831-1, ČSN 06 0210 nebo ČSN EN 12 831. Rozdíl je ve způsobu stanovení vnitřních teplot v nevytápěných prostorách objektu. Nepoužívají se normové empirické hodnoty, ale teploty se počítají metodou ustálených tepelných toků. Výpočet díky tomu disponuje relevantními vstupy.
Na rozdíl od obou předchozích metod bilanční využívá v maximální míře místní meteorologická data, včetně intenzity solárního záření. Tepelné ztráty se tak počítají z reálných venkovních teplot, které se liší v závislosti na orientaci fasády vůči světovým stranám. Roli hraje i zastínění objektu okolní zástavbou, terénem a vegetací.
Největší výhodou bilančních koeficientů je jejich vysoká přesnost, která vede k velmi spravedlivému rozdělení nákladů na vytápění. Jsou založeny na principech stavební fyziky, takže splňují veškeré požadavky kladené na polohové koeficienty ze strany legislativy.
Nevýhodou je složitost a potřeba sofistikovaného energetického modelování, které vyžaduje odborné znalosti. Obdobně jako u předchozí metody může být výpočet časově náročný a finančně nákladný, a to zejména u rozsáhlejších a členitějších objektů.

### Porovnání polohových koeficientů
|                      | EMPIRICKÉ | ZTRÁTOVÉ | BILANČNÍ |
| -------------------- | --------- | -------- | -------- |
| výpočtová metoda     | −         | ●        | ●        |
| měrnost              | −         | ●        | ●        |
| tepelné ztráty       | ○         | ●        | ●        |
| interiérové teploty  | −         | ○        | ●        |
| vnitřní tepelné toky | −         | ○        | ●        |
| vnější tepelné zisky | −         | −        | ●        |
| vliv zastínění       | −         | −        | ●        |
| světové strany       | ○         | −        | ●        |
| výšková poloha       | ○         | −        | ●        |
| chybovost            | 20÷60 %   | 5÷30 %   | 0 %      |

legenda : ● ANO; ○ ano, ale nepřesně; − NE

## Historie
Historie polohových koeficientů je úzce spojena s vývojem metod měření a rozdělování nákladů na vytápění v bytových domech a dalších budovách s ústředním vytápěním.
Nejprve se náklady na vytápění rozdělovaly na základě velikosti fakturačních jednotek, podle podlahové plochy nebo počtu místností, což nebralo v úvahu rozdíly v tepelné náročnosti a vedlo k nespravedlivému rozdělení nákladů. Následný vývoj technologií přinesl možnost instalace měřičů tepla, které poskytovaly informace o množství dodané energie, ale neřešily rozdíly způsobené polohou místností. Nespravedlnost se tedy neodstranila.
První varianta korekce naměřených hodnot pochází z 90. let minulého století a je poplatná době svého vzniku. Prakticky ze dne na den bylo nutné zajistit polohové koeficienty pro zhruba čtvrt milionu domů, což byl s ohledem na absenci potřebného počtu odborníků a nedostatečnému výkonu tehdejší výpočetní techniky velký problém. Povinnost vytvořit polohové koeficienty byla proto delegována na majitele domů a jejich neodbornost měl vyřešit triviální postup stanovení hodnot polohových koeficientů formou fixních srážek na konkrétní situaci (1, 2, 3 vnější stěny, poloha pod střechou, na terénu, nad nevytápěným suterénem, apod.). Hodnoty těchto srážek byly zvoleny na základě vyhodnocení energetické náročnosti vybrané skupiny objektů, a proto se pro ně vžilo označení „empirické polohové koeficienty“. Vzhledem k rozdílům mezi objekty co do velikosti, členitosti, kvality použitých konstrukcí a lokace jsou korekce touto metodou nepřesné a rozúčtování tudíž stále nespravedlivé. O empirii v pravém slova smyslu se tedy nejedná.
Významnou změnu přinesla vyhláška č. 245/1995 Sb., ve které se poprvé objevil požadavek polohové koeficienty počítat, nikoliv vytvářet pomocí značně dogmatických fixních srážek. Bližší specifikace výpočtových metod nebyla v této ani v žádné další problematiku řešící vyhlášce výslovně uvedena, nicméně z požadavku „zohledňují i rozdílnou náročnost vytápěných místností na dodávku tepelné energie danou jejich polohou“ lze dovodit, že by se měl výpočet opírat o konkrétní fyzikální parametry a přesné hodnoty (např. plochy stěn, izolační vlastnosti materiálů, objem prostoru apod.), protože pouze tak lze objektivně kvantifikovat tepelnou bilanci a energetickou potřebu. Tomuto požadavku plně vyhovují bilanční polohové koeficienty a částečně ztrátové polohové koeficienty.
Používání polohových koeficientů se stalo důležitým nástrojem pro spravedlivé a přesné rozdělení nákladů na vytápění, které zohledňuje reálnou energetickou náročnost jednotlivých prostor v domě. Vyžaduje ovšem používání takové varianty polohových koeficientů, která zaručuje správnost výstupů.

### Časový graf vývoje rozúčtování nákladů na vytápění

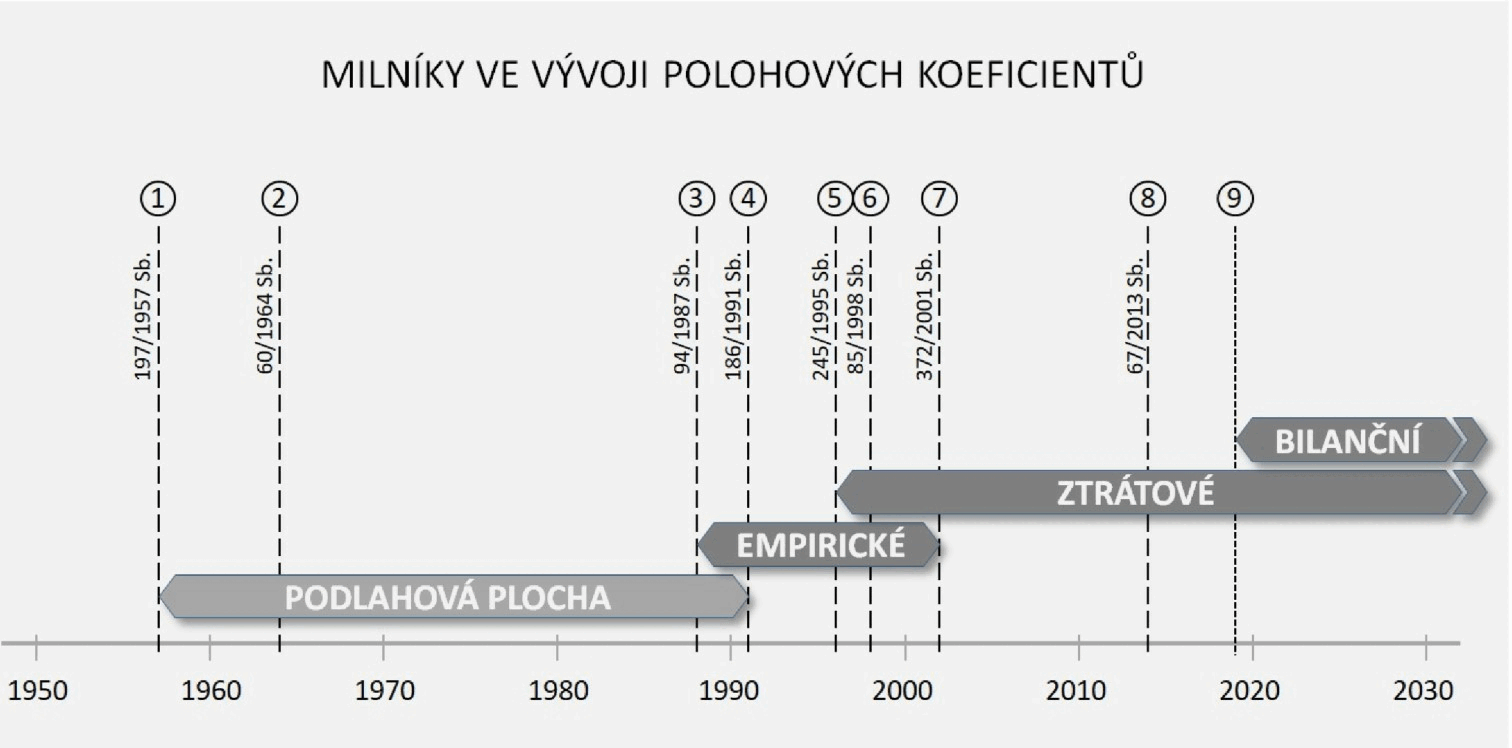
700x700bod

V grafu jsou vyznačeny časové úseky, během kterých jsou jednotlivé varianty rozúčtování v souladu s platnou legislativou. V praxi ovšem vidíme trochu jiný obrázek. Navzdory legislativě drtivá většina vlastníků stále používá empirické koeficienty a existují i případy, kdy se náklady na vytápění rozdělují podle podlahové plochy, aniž by k tomu byl důvod. Oba tyto přístupy způsobují chybné rozúčtování nákladů a s ohledem na cenu tepla lze očekávat nárůst reklamací ze strany spotřebitelů. Je rovněž pravděpodobné, že bilanční metoda postupně vytlačí metodu ztrátovou, neboť cena a náročnost zpracování je u obou podobná a bilanční metoda je výrazně přesnější.

#### 1957 – 1964
Vyhláška č. 197/1957 Sb.; §4 (1) V domech (bytech, provozních místnostech), vybavených zvláštním zařízením na měření množství dodaného tepla nebo teplé vody, vypočte se výše úplaty, připadající na jednotlivého uživatele bytu nebo provozní místnosti, podle množství skutečně dodaného tepla nebo teplé vody. Jinak se vypočte výše úplaty podle poměru skutečné nebo upravené (odstavec 2) podlahové plochy vytápěných místností (odstavec 3) tohoto uživatele k úhrnu skutečných (upravených) podlahových ploch všech vytápěných místností v domě. Dodává-li se v domě jen teplá voda, vypočte se výše úplaty, připadající na jednotlivého uživatele, podle poměru skutečné podlahové plochy bytu (provozní místnosti) tohoto uživatele k úhrnu podlahových ploch všech bytů (provozních místností) v domě.

#### 1964 – 1988
Vyhláška č. 60/1964 Sb.; §2 (4) Ceny služeb, jejichž způsob rozúčtování není uveden v odstavcích 2 a 3 3), se rozúčtují podle poměru podlahové plochy bytu k úhrnu podlahových ploch všech bytů a nebytových prostor v domě.; (5) Způsob rozúčtování cen služeb uvedených v odstavcích 3 a 4 platí, pokud se pronajímatel nedohodne s nájemci jinak.; 3) Např. vyhláška č. 197/1957 Ú. l., resp. Ú. v., o úplatě za ústřední (dálkové) vytápění a za dodávku teplé vody, ve znění pozdějších předpisů.

#### 1988 – 1991
Vyhláška č. 94/1987 Sb.; §8 (8) Provozovatelé obytných nebo jiných budov, které jsou v užívání více spotřebitelů tepla, jsou povinni instalovat měřiče tepla 14) pro vytápění u jednotlivých spotřebitelů, pokud dojde k dohodě všech spotřebitelů tepla s provozovatelem těchto budov.; 14) Připouští se též poměrové rozdělovače topných nákladů.

#### 1991 – 1996
Vyhláška č. 186/1991 Sb.; §7 (9) Vlastníci nebo správci obytných budov jsou povinni instalovat měřidla8) tepla pro vytápění u jednotlivých odběratelů, jestliže to soustava ústředního vytápění umožňuje, po vybavení jednotlivých spotřebičů regulačním zařízením (§ 8 odst. 5).; 8) Vodoměry a měřiče tepla podle zákona č. 505/1990 Sb., o metrologii, rozdělovače topných nákladů podle zákona č. 30/1968 Sb., o státním zkušebnictví, obor výrobků 484 zařízení pro ústřední vytápění a obor 388 přístroje měřicí.

#### 1996 – 1998
Vyhláška č. 245/1995 Sb.; §6 (4) Spotřební složka se rozdělí mezi spotřebitele úměrně údajům měřičů tepla nebo indikátorů s použitím výpočtové metody nebo korekcí, které umožňují rozúčtovat spotřební složku nákladů na vytápění podle polohy bytu.

#### 1998 – 2002
Vyhláška č. 85/1998 Sb.; §6 (4) Spotřební složka se rozdělí mezi spotřebitele úměrně údajům měřičů tepla nebo indikátorů s použitím výpočtové metody, která umožní rozúčtovat spotřební složku nákladů podle dosahované průměrné vnitřní teploty jednotlivých místností s otopným tělesem bytu či nebytového prostoru v zúčtovací jednotce.

#### 2002 – současnost
Vyhláška č. 372/2001 Sb.; § 4 (3) Spotřební složku rozdělí vlastník mezi konečné spotřebitele úměrně výši náměrů měřičů tepelné energie nebo indikátorů vytápění s použitím korekcí a výpočtových metod, které zohledňují i rozdílnou náročnost vytápěných místností na dodávku tepelné energie danou jejich polohou.

## Alternativa
V některých zemích řeší problematiku vlivu rozdílné energetické náročnosti na potřebu tepla v domech s ústředním vytápěním jiným způsobem, než je korekce náměrů prostřednictvím polohových koeficientů. Promítají energetickou náročnost do kupní ceny bytů či nebytových prostor.
Tento princip očekává, že rozdílná kupní cena jednotek bude kompenzovat očekávaný rozdíl v jejich provozních nákladech. Aby bylo možné určit, o kolik se mají kupní ceny jednotlivých prostor v domě lišit, je nutné vypočítat jejich energetickou náročnost, dále stanovit životnost objektu a nakonec cenu dodávaného tepla. Jedině na základě těchto správně zadaných parametrů lze dosáhnout objektivních výsledků.
První problém nastává s určením doby užívání objektu. U panelových domů se v době jejich výstavby uváděla životnost 50 let. Dnes je zřejmé, že to bude o desítky let více. V centrech historických měst jsou přitom objekty postavené před 100 a více lety a jsou stále funkční. Jakákoliv volba doby užívání je tedy pouhým odhadem bez možnosti následné korekce. Druhým problémem je cena tepla. Nikdo dnes nedokáže určit, kolik bude teplo stát za rok, za dva, natožpak za 50 let. Ani tento parametr nelze určit jinak než odhadem bez možnosti korekce.
Pakliže má být rozúčtování nákladů na vytápění objektivní a spravedlivé, je nutné brát do úvahy specifika objektů s ústředním vytápěním a problematické body systematicky odstraňovat, nikoliv nové další vytvářet. Zohlednění polohy lze prostřednictvím polohových koeficientů provést velice přesně, u zohlednění pomocí rozdílné kupní ceny převažují pochybnosti ohledně objektivity tohoto přístupu.

### Právní předpisy
- Vyhláška Ministerstva místního hospodářství č. 197/1957 Ú. l. Vyhláška ministerstva místního hospodářství o úplatě za ústřední (dálkové) vytápění a za dodávku teplé vody. 17.10.1957; účinnost od 1.11.1957 Dostupné online
- Vyhláška č. 60/1964 Sb. Vyhláška Ústřední správy pro rozvoj místního hospodářství o úhradě za užívání bytu a za služby spojené s užíváním bytu. 26.3.1964; účinnost od 1.10.1964 Dostupné online
- Vyhláška č. 94/1987 Sb. Vyhláška federálního ministerstva paliv a energetiky o hospodaření s teplem, připojovacích podmínkách a změně teplonosné látky. 19.11.1987; účinnost od 1.1.1988 Dostupné online
- Vyhláška č. 186/1991 Sb. Vyhláška ministerstva pro hospodářskou politiku a rozvoj České republiky o hospodaření s teplem, řízením soustav centralizovaného zásobování teplem a o ochranných pásmech. 29.4.1991; účinnost od 28.5.1991 Dostupné online
- Vyhláška č. 245/1995 Sb. Vyhláška Ministerstva průmyslu a obchodu, kterou se stanoví pravidla pro vytápění a dodávku teplé užitkové vody včetně rozúčtování nákladů na objekty a mezi konečné spotřebitele. 2.10.1995; účinnost od 1.1.1996 Dostupné online
- Vyhláška č. 85/1998 Sb. Vyhláška Ministerstva průmyslu a obchodu, kterou se mění a doplňuje vyhláška Ministerstva průmyslu a obchodu č. 245/1995 Sb., kterou se stanoví pravidla pro vytápění a dodávku teplé užitkové vody včetně rozúčtování nákladů na objekty  a mezi konečné spotřebitele. 30.3.1998; účinnost od 15.4.1998 Dostupné online
- Vyhláška č. 372/2001 Sb. Vyhláška Ministerstva pro místní rozvoj, kterou se stanoví pravidla pro rozúčtování nákladů na tepelnou energii na vytápění a nákladů na poskytování teplé užitkové vody mezi konečné spotřebitele. 12.10.2001; účinnost od 1.1.2002 Dostupné online
- Zákon č. 67/2013 Sb. Zákon, kterým se upravují některé otázky související s poskytováním plnění spojených s užíváním bytů a nebytových prostorů v domě s byty. 19.2.2013; účinnost od 14.3.2013 Dostupné online
- Vyhláška č. 269/2015 Sb. Vyhláška o rozúčtování nákladů na vytápění a společnou přípravu teplé vody pro dům. 30.9.2015; účinnost od 16.10.2015 Dostupné online